# Shocking Blue
«Shocking Blue» — голландская рок-группа из Гааги, существовавшая с 1967 по 1974 год.
Известнейшая песня группы «Venus» («Венера») в феврале 1970 года заняла первое место в чарте Billboard Hot 100.

## История ансамбля
Группа была основана в 1967 году гитаристом Робби ван Леувеном, ветераном известной голландской рок-группы The Motions. Название «Shocking Blue» было навеяно словами Эрика Клэптона Electric Blue из песни «Strange Brew». Кроме ван Леувена, в группу входили барабанщик Корнелиус ван дер Бек, басист Клааше ван дер Вал и вокалист Фред де Вилде.
Второй сингл группы «Lucy Brown Is Back in Town», занявший 21-е место в голландском Топ 40, был выпущен на лейбле Pink Elephant. Однажды менеджер коллектива присутствовал на одной вечеринке, где выступала группа Bumble Bees с поразительной вокалисткой Маришкой Вереш, и решил, что она будет совершенным дополнением к Shocking Blue (Робби согласится с ним на первом же прослушивании).
Маришка, у которой отец был венгерским цыганом, а мать уроженкой Германии французско-русского происхождения, часто пела со своим отцом, игравшим на скрипке в цыганском оркестре. До приглашения в Shocking Blue она записала сольный сингл под названием «Topkapi» и набиралась опыта в различных группах. Она сменила Фреда де Вилде, и, без сомнения, именно её вокал стал магнитом, притягивающим зрителей и слушателей; её звенящий голос придал музыке отчётливое звучание ритм-энд-блюза. Как сказал Робби: «Когда пришла Маришка, всё сразу закрутилось, и один из первых синглов — Venus — стал великим хитом».
В Голландии «Venus» занял третье место, в то же время возглавив чарты в Бельгии, Франции, Италии, Испании и Германии. Запись привлекла внимание недавно основанной американской компании Colossus. Глава лейбла Джерри Росс подписал контракт с Shocking Blue и был вознаграждён за предприимчивость, когда «Venus» в феврале 1970 года оказался на вершине штатовских чартов.
Само собой разумеется, что группа была чрезвычайно популярна у себя дома и имела приблизительно пятьдесят попаданий в голландские хит-парады, в то время как их записи также имели хороший сбыт во Франции и Японии. Следующий сингл группы «Mighty Joe» стал номером один в Голландии и, как и его предшественник, присутствовал во всех чартах.
Shocking Blue успешно соединили бит и ритм-энд-блюз с восточным звучанием индийского ситара.
Робби не возражал против того, если группа включит в альбомы несколько кавер-версий старых песен, поскольку постоянно писать новый материал было для него слишком большой нагрузкой. «Мы всё делали сами, а диджеи радиостанций хотели бы услышать от нас каждый раз всё совершенно новое. Но большое количество альбомов привело к тому, что группа была вынуждена дополнять их кавер-версиями. Мне было крайне сложно писать всю музыку и слова одному».
В течение нескольких месяцев в 1970—1971 годах с группой играл гитарист Лео ван де Кеттерей. Маришка, Робби, Корнелиус и Клаше были вместе три года: они гастролировали по миру, посещая и такие дальние уголки, как Япония, Индонезия, Гонконг и Южная Америка. Несмотря на то, что группа продолжала выпускать превосходные и зачастую новаторские синглы и занимать места в европейских чартах, Робби ван Леувен впал в депрессию. Его угнетала ограниченность успеха группы, в результате чего внутри Shocking Blue начали происходить ссоры.
Сначала ушёл Клааше, сменённый в 1971 году Хенком Смитскампом. В 1973 году сам ван Леувен на время покидал группу, а его место занимал Мартин ван Вейк, до этого игравший в двух голландских группах — «Fairy Tale» и «Jupiier». Он стал лидером Shocking Blue, и новый материал уже был результатом его изысканий, внеся в музыку Shocking Blue некоторую долю глэм-рока и фанка.
Без Робби Shocking Blue ещё держались, но в 1974 году из группы ушла и Маришка, решившая начать сольную карьеру, и команда окончательно распалась. Таким образом, единственным участником группы, пережившим все смены составов, был барабанщик Корнелиус ван дер Бек.
В 1975 году вышел последний сингл группы «Gonna Sing My Song».

### Попытки воссоздания
В 1979 году Робби хотел возродить группу, была даже записана песня «Louise». Тем не менее, песня не была выпущена, а воссоединение не состоялось.
В конце 1984 года[уточнить] Маришка собрала новый состав Shocking Blue (оставив за собой название группы с разрешения ван Леувена), который записал сингл «Body And Soul» (1994) и дал два концерта на фестивале «Back-to-the-Sixties».

## Факты
- Песня «Venus» в музыкальном плане является кавер-версией появившейся на шесть лет раньше песни «The Banjo Song» трио The Big 3 (1963)[3], которая, в свою очередь, имеет сходный текст с американской рабочей песней «Oh! Susanna» Стивена Фостера 1848 года.
- Кавер-версия песни «Love Buzz» была сыграна группой Nirvana в дебютном альбоме Bleach.
- Группа The Prodigy использовала семплы из «Love Buzz» в своей «Phoenix».
- Украинская группа Quest Pistols заимствовала музыку из песни «Long and Lonesome Road» в песне «Я устал», которая сразу же после исполнения заняла первые строчки украинского хит-парада.
- Песня «Send Me a Postcard» была использована в скейт-фильме «Zero — New Blood» в качестве саундтрека к профайлу Томми Сэндовала; песня «Never Marry a Railroad Man» была использована в фильме «Zero — Strange World» в качестве саундтрека к общему профайлу Джейми Томаса, Элисы Стимер, Доновона Пископо и Томми Сэндовала.
- Кавер на песню «Send Me a Postcard», переведённую на шведский язык под названием «Skicka ett vykort älskling», записала на своём дебютном одноимённом альбоме группа Gyllene Tider.[4]

## Состав
Бывшие участники
- Робби ван Леувен — гитара, ситар, бэк-вокал (1967—1973)
- Фред де Вилде — вокал (1967—1968)
- Клаше ван дер Вал — бас-гитара (1967—1971; умер в 2018[5])
- Кор ван дер Бек — ударные (1967—1974; умер в 1998)
- Маришка Вереш — вокал (1968—1974; умерла в 2006)
- Лео ван де Кеттерей — гитара (1970—1971; умер в 2021)
- Хенк Смитскамп — бас-гитара (1971—1974)
- Мартин ван Вейк — гитара (1973—1974)
- Вим Форманс — бас-гитара (1984—1986)
- Иэн Пиджненберг — ударные (1985—1986)
- Майкл Эшазье — клавишные (1993—2006)
- Андре ван Гелдорп — гитара, вокал (1987—2006)
- Чарльз Пеш
- Гербен де Брейн — ударные (1993–1998)
- Мишель Шредер — ударные, вокал (1998–2006)

## Дискография

### Студийные альбомы
- 1967 — «Shocking Blue» (также издан под названием Beat with Us)
- 1969 — «At Home»
- 1970 — «Scorpio’s Dance» (также известен как Sally Was a Good Old Girl)
- 1971 — «Third Album» (также известен как Shocking You)
- 1972 — «Inkpot»
- 1972 — «Attila» (также издан под названиями Rock in the Sea; Eve and the Apple)
- 1973 — «Ham» (такой же как «Dream on Dreamer», но с тремя другими песнями, Pink Elephant)
- 1974 — «Dream on Dreamer»
- 1974 — «Good Times»

### Концертные альбомы
- 1972 — «Live in Japan» (Pink Elephant)

### Синглы
- 1967 — Love is in the Air / What You Gonna Do (Polydor)
- 1968 — Lucy Brown is Back in Town / Fix Your Hair Darling (Pink Elephant)
- 1969 — Send Me a Postcard / Harley Davidson (Pink Elephant & Metronome)
- 1969 — Long and Lonesome Road / Fireball of Love (Pink Elephant & Metronome)
- 1969 — Venus / Hot Sand (Pink Elephant, Metronome, Polydor etc.)
- 1969 — Mighty Joe / Wild Wind (Pink Elephant, Metronome)
- 1969 — Mighty Joe / I’m a Woman (Colossus)
- 1969 — Mighty Joe / Long and Lonesome Road (Joker)
- 1969 — Scorpio’s Dance / Sally Was a Good Old Girl (promo)
- 1970 — Mighty Joe / Acka Ragh (Polydor)
- 1970 — Never Marry a Railroad Man / Roll Engine Roll (Pink Elephant, Metronome & Polydor)
- 1970 — Never Marry a Railroad Man / Hear My Song (Colossus)
- 1970 — Hello Darkness / Pickin' Tomatoes (Pink Elephant & Metronome)
- 1971 — Shocking You / Waterloo (Pink Elephant, Metronome, Polydor etc.)
- 1971 — Shocking You / Sally Was a Good Old Girl (AZ)
- 1971 — Sally Was a Good Old Girl / Alaska Country (Polydor)
- 1971 — Boll Weevil / Long and Lonesome Road (Colossus)
- 1971 — Serenade / Sleepless at Midnight (Buddah)
- 1971 — Harley Davidson / Seven is a Number in Magic (Pink Elephant)
- 1971 — Blossom Lady / Is This a Dream (Polydor)
- 1971 — Blossom Lady / The Bird of Paradise (Poplandia)
- 1971 — Out of Sight, Out of Mind / I Like You (Polydor)
- 1972 — I’ll Follow the Sun / Serenade (Polydor)
- 1972 — Inkpot / Give My Love to the Sunrise (Polydor)
- 1972 — Eve and the Apple / When I Was a Girl (Polydor)
- 1972 — Jambalaya / Tobacco Road (Polydor)
- 1972 — Rock in the Sea / Broken Heart (Polydor)
- 1973 — Eve and the Apple / Wild Rose (Poplandia)
- 1973 — Let Me Carry Your Bag / I Saw You in June (Polydor)
- 1973 — Oh Lord / In My Time of Dying (Polydor)
- 1973 — Oh Lord / Everything That’s Mine (Pink Elephant)
- 1974 — This America / I Won’t be lonely Long (Pink Elephant & Polydor)
- 1974 — Dream on Dreamer / Where the Pick-Nick Was (Polydor)
- 1974 — Good Times / Come My Way (Pink Elephant)
- 1974 — Beggin' / My Life (Polydor)
- 1975 — Gonna Sing My Song / Get It On (Pink Elephant, Decca Records, Kent etc.)
- 1980 — Louise / Venus (promo)
- 1981 — Venus / Never Marry a Railroad Man (Kwick & CNR)
- 1986 — The Jury and the Judge / I Am Hanging on to Love (Polydor)
- 1986 — Venus / Never Marry a Railroad Man (Victor)
- 1990 — Venus (BHF-Remix) / Venus (Original version) (Red Bullet)
- 1991 — Venus / Love Buzz (Colossus)
- 1992 — Venus / Mighty Joe (STIP)
- 1994 — Body and Soul / Angel (Red Bullet)